# Wilhelm Keilhaus
Wilhelm Keilhaus (Hohenstein-Ernstthal, 11 december 1898 - Karlsruhe, 11 januari 1977) was een Duitse officier en SS-Brigadeführer in de Waffen-SS tijdens de Tweede Wereldoorlog. Hij was chef van de telecommunicatie in de Persönlicher Stab Reichsführer-SS en het Rijksministerie van Binnenlandse Zaken.

## Leven
Op 11 december 1898 werd Wilhelm Keilhaus in Hohenstein-Ernstthal geboren. Hij was de zoon van Arthur Keilhaus, een meester-kleermaker. Een andere bron vermeldt dat zijn vader een overheidsambtenaar was. Na zijn bezoek aan de Gabelsberg-school in Chemnitz, voltooide Keilhaus een opleiding tot kok. Hij ging ook naar een avondschool van het gymnasium, dat hij weer met het behalen van zijn Abitur verliet.

### Eerste Wereldoorlog
Op 15 januari 1917 meldde Keilhaus zich als Kriegsfreiwilliger in de Deutsches Heer. Hij werd geplaatst bij het Reserve-Infanterie-Regiment Nr. 99. Hierna werd hij geplaatst bij het Infanterie-Regiment "Lübeck" (3. Hanseatisches) Nr. 162. Vanaf 18 januari 1917 tot oktober 1918 nam Keilhaus als Stoßtruppführer met het Infanterie-Regiment "Lübeck" (3. Hanseatisches) Nr. 162 aan de Eerste Wereldoorlog deel. Vanaf 1 maart 1918 tot 7 augustus 1918 was hij Stammunteroffizier aan de infanterieschool Wünsdorf. Op 25 mei 1918 werd hij bevorderd tot Gefreiter en op 18 september 1918 tot Unteroffizier. Op 2 oktober 1918 raakte hij gewond. 

### Interbellum
Na de Eerste Wereldoorlog trad Keilhaus op 7 juli 1919 in dienst van de Berlijnse Sicherheitspolizei  (veiligheidspolitie) en werd op 18 september 1919 bevorderd tot Unterwachtmeister. Op 4 oktober 1920 wisselde hij van de Sicherheitspolizei naar de Schutzpolizei. Opeenvolgend werd Keilhaus bevorderd tot Wachtmeister (1 december 1921), Oberwachtmeister (1 oktober 1925) en Hauptwachtmeister (1 april 1929). Op 2 oktober 1926 trouwde hij met Wilhelmina Nikutta (geboren 1 februari 1899), het echtpaar adopteerde de dochter (1919) uit haar eerste huwelijk. Tijdens de Weimarrepubliek hield Keilhaus zich niet veel met politiek bezig. Op 1 april 1932 werd hij lid van de Sturmabteilung. En hij werd vervolgens op 1 september 1932 lid van de NSDAP.
In 1933 stapte hij over naar de Landespolizei. Van 1 maart tot 17 juli 1933 behoorde Keilhaus tot de signaaltrein van het bataljon Wecke. Na de naamsverandering van de eenheid in Landespolizeigruppe Wecke (17 juli 1933), en de Landespolizeigruppe General Göring (17 december 1933) behield hij deze functie.
Op 1 april 1934 werd Keilhaus in de rang van een SS-Sturmführer, volgens het Dienstgradangleichung opgenomen in de LSSAH. Tegelijk werd hij met ingang van 1 april 1934 in de Schutzstaffel. In de daarop volgende maanden, was hij werkzaam met het opbouwen van de verbindingseenheden van de Leibstandarte. Vanaf 1 april 1934 tot 17 oktober 1934 voerde hij het commando over de verbindingen van het 1e bataljon van de LSSAH. 
In de voorzomer 1934 was Keilhaus betrokken bij de gewelddadige uitvoering van de Nacht van de Lange Messen. Op 4 juli 1934 werd hij bevorderd tot SS-Obersturmführer. Deze bevordering was een van de minstens negen bevorderingen die Heinrich Himmler persoonlijk had uitgesproken in de dagen na de Nacht van de Lange Messen. Op 1 januari 1935 werd Keilhaus bevorderd tot SS-Hauptsturmführer. Van 15 oktober 1937 tot 21 november 1937 werd hij gedetacheerd naar de cursus voor regimentsverbindingsofficieren aan de verbindingsschool van het Heer in Halle. Vanaf 8 februari 1938 zat hij op een cursus voor training in middelen om te communiceren. Keilhaus werd gedetacheerd naar het 37e pantserverbindingsbataljon van de 1. Panzer-Division  (1e Pantserdivisie). 

### Tweede Wereldoorlog
Vanaf 15 november 1939 tot 19 augustus 1940 was Keilhaus personeelsofficier en adjudant (IIa) van de LSSAH. Hierna volgde zijn benoeming tot Ia (operationele officier) van het versterkte LSSAH. Tegelijk was Keilhaus commandant van het verbindingsbataljon van de LSSAH. Hierna was hij weer operationele officier (Ia) van de divisie "Leibstandarte SS Adolf Hitler". Tegelijk voerde hij het commando over het verbindingsbataljon van de LSSAH. Vanaf 9 september 1942 tot 10 oktober 1942 was Keilhaus commandant van het pantserverbindingsbataljon van de SS-Panzer-Grenadier-Division "Leibstandarte SS Adolf Hitler". Op 10 oktober 1942 werd hij gedelegeerd met de functie van Inspekteur des Nachrichtenwesens/Amtsgruppe C/SS-FHA  (vrije vertaling: inspecteur van de verbindingstroepen/afdelingsgroep C/SS-Hoofdbureau), waarna hij op 5 juli 1943 benoemd werd tot inspecteur van de verbindingstroepen in het SS-FHA. Op 3 augustus 1944 werd Keilhaus benoemd tot chef van de telecommunicatie in de Persönlicher Stab Reichsführer-SS en het Rijksministerie van Binnenlandse Zaken onder Heinrich Himmler.

## Na de oorlog
Keilhaus raakte in Brits krijgsgevangenschap. Vanaf 17 juli 1946 tot 23 oktober 1947 was hij geïnterneerd. Hij verbleef in verschillende kampen, waaronder London District Cage en het Special Camp 11. Op 23 oktober 1947 werd Keilhaus naar het civiele interneringskamp Neuengamme overgeplaatst, en in 1948 vrijgelaten.
Na de oorlog werkte Keilhaus als adviseur voor de Bundeswehr in verbindingen. Daarna werkte Keilhaus in West-Duitsland als adviseur in telecommunicatie.
Over het verdere verloop van zijn leven is niets bekend. Op 11 januari 1977 overleed hij in Karlsruhe.

## Persoonlijkheid
In zijn SS-Führerpersonalakte (personeelsdossier) werd Keilhaus beoordeeld met kwaliteiten zoals: "mentale behendigheid", "duidelijke doelen stellen" en "sterke wil", evenals een bovengemiddelde opleiding. In termen van constitutionele psychologie werden de volgende eigenschappen: "schizothym" en "cyclodysthymie" aan hem toegeschreven voor "leptosome" lichaamsbouw. Met een lichaamslengte van 1,69 / 1,70 meter was hij naar SS-maatstaven opvallend klein.

## Militaire carrière
SS
- SS-Brigadeführer en Generalmajor in de Waffen-SS: 20 april 1944[3]
- SS-Oberführer: 9 november 1943[3]
- SS-Standartenführer: 1 september 1942[3][2]
- SS-Obersturmbannführer: 20 april 1941[3]
- SS-Sturmbannführer: 20 april 1940[3][2]
- SS-Hauptsturmführer: 1 januari 1935[3][4][2]
- SS-Obersturmführer: 4 juli 1934[3][4][2]
- SS-Untersturmführer: 1 april 1934[3][4][2]

Politie
- Hauptwachtmeister: 1 april 1929[3][2]
- Oberwachtmeister: 1 oktober 1925[3][2]
- Wachtmeister: 1 december 1921[3][2]
- Unterwachtmeister:[2] 18 september 1919[3]

Heer
- Unteroffizier: 18 september 1918[3][2]
- Gefreiter: 25 mei 1918[3][2]
- Kriegsfreiwilliger / Schutze: 15 januari 1917[3][2]

## Lidmaatschapsnummers
- NSDAP-nr.: 1 339 935[4][5] (lid geworden 1 december 1932[2])
- SS-nr.: 209 060[4][5] (lid geworden 1 april 1934)

## Onderscheidingen
- Duitse Kruis in goud op 29 april 1942 als Ia en Commandant van het Nachrichten Btn / LSSAH[3][5][1]
- IJzeren Kruis 1914, 1e Klasse[2][1] (29 december 1917[3]) en 2e Klasse[2][1] (26 december 1917[3])
- Herhalingsgesp bij IJzeren Kruis 1939, 1e Klasse[1][5] (21 mei 1940[3]) en 2e Klasse[5][1] (25 september 1939[3])
- Kruis voor Oorlogsverdienste, 1e Klasse[1][5] en 2e Klasse[1][5] met Zwaarden[3]
- Commandeur in de Orde van de Kroon van Roemenië met Zwaarden op 16 juli 1942[3][5][1]
- SS-Ehrenring op 13 mei 1936[3][1]
- Ehrendegen des Reichsführers-SS[3][1]
- SS-Ehrendolch op 2 juli 1934[3]
- Gewondeninsigne 1918 in zwart[5][1][2] op 20 februari 1919[3]